# Општина Балтени (Васлуј)
Балтени (рум. Bălteni) општина је у Румунији у округу Васлуј.
Oпштина се налази на надморској висини од 147 m.